# آریزونا (فیلم ۱۹۳۱)
آریزونا (انگلیسی: Arizona) فیلمی در ژانر درام به کارگردانی جورج بی سیتز است که در سال ۱۹۳۱ منتشر شد. از بازیگران آن می‌توان به سوزان فلمینگ، لورا لا پلانت، جان وین و جون کلاید اشاره کرد.